# Eidgenössisches Sängerfest 1848
Das 3. Eidgenössische Sängerfest fand am 13. und 14. August 1848 in Bern statt. Nach dem Sonderbundskrieg war es das erste Sängerfest im neugegründeten Bundesstaat, welcher Bern zum Sitz der Bundesbehörden machte. Insgesamt nahmen 1400 Sänger in 80 Vereinen teil.
Organisiert wurde das Fest von der Berner Liedertafel (im April 2018 aufgelöst). Die Gesangsaufführungen wurden im Berner Münster durchgeführt.
Als Festpräsident fungierte der Oberst Karl Friedrich Gerwer. Präsident des Preisgerichts war der Basler Professor Friedrich Miescher, Festdirektor der Gesamtaufführung war der Berner Kirchenmusikdirektor Johann Jakob Mendel.

## Rangliste
Die Preise wurden noch nicht einzelnen Chören, sondern Verbänden verliehen:
- 1. Preis: Sängerverein Harmonie Zürich
- 2. Preis: Sängerverein des Oberaargaus
- 3. Preis: nicht verliehen